# Ophiomyia rapta
Ophiomyia rapta este o specie de muște din genul Ophiomyia, familia Agromyzidae, descrisă de Friedrich Georg Hendel în anul 1931.
Este endemică în Italia. Conform Catalogue of Life specia Ophiomyia rapta nu are subspecii cunoscute.